# Kangankot, Bidar
Kangankot là một làng thuộc tehsil Bidar, huyện Bidar, bang Karnataka, Ấn Độ.